# Musonio Rufo

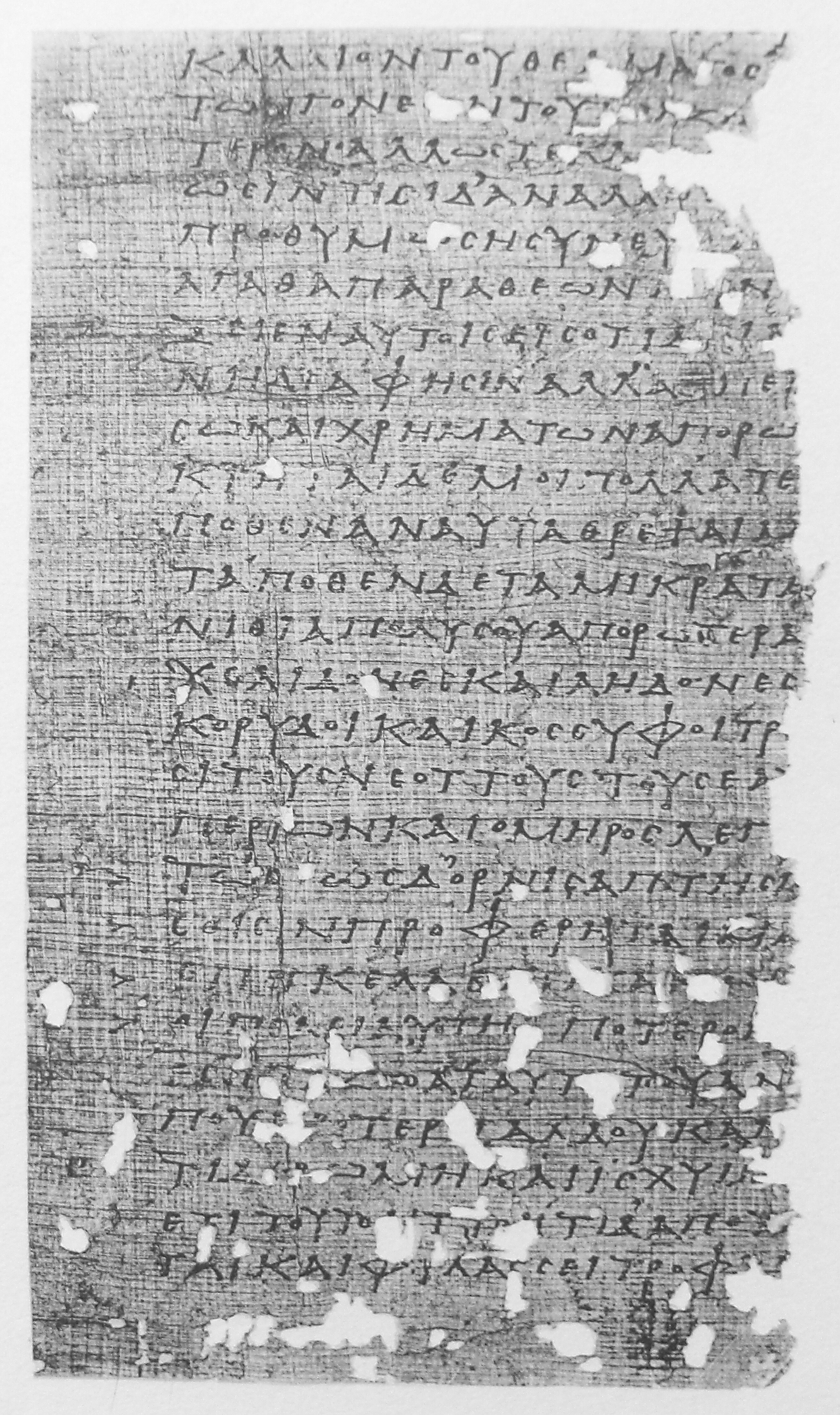
Fragmento de papiro de Musonio Rufo.

Cayo o Gayo Musonio Rufo  fue un filósofo estoico romano que vivió en el siglo I d. C. Enseñó filosofía en Roma durante el reinado de Nerón, causa por la que fue condenado al exilio en el año 65, pudiendo volver a Roma bajo Galba. No dejó ninguna obra escrita, lo conocido de él ha sido recogido fragmentariamente de las obras de Estobeo, Plutarco, Gelio y su discípulo Epicteto.

## Vida
Nació en Volsinii (Etruria) alrededor de 20 o 30, hijo de un équite romano llamado Capitón. Ya era famoso en Roma en tiempos de Nerón, donde enseñaba filosofía estoica. Siguió al exilio a su amigo Cayo Rubelio Plauto cuando este fue desterrado por Nerón en el año 60, retornando después de la muerte de aquel en 62, pero como consecuencia de sus enseñanzas, llegó a ser objeto de animadversión en la corte, siendo exiliado de nuevo en el año 65, ahora a la isla de Giaros, en las Cícladas, por un falso cargo de participación en la conspiración de Pisón.
Retornó con Galba en 68. Cuando Marco Antonio Primo, general de Vespasiano marchaba sobre Roma en 69, se unió a los embajadores que fueron enviados por Vitelio al general victorioso y se mezcló entre los soldados de este predicando sobre los peligros de la guerra y las bendiciones de la paz hasta que le hicieron callar.
Con Vespasiano fue capaz de acusar y obtener la condena de Publio Egnacio Céler, filósofo estoico que había testificado en la condena de Barea Sorano, y había sido recompensado por ello por Nerón.
Fue quizá por este tiempo cuando Musonio enseñó a Epicteto, su más famoso alumno. Según Dión Casio, Musonio insinuó a Vespasiano la conveniencia de desterrar a los filósofos de Roma, en razón de su arrogancia y autosuficiencia. Según la misma fuente, todos los filósofos sufrieron exilio en el 71 salvo él. Esto no está confirmado por otras fuentes, salvo casos aislados como Demetrio el cínico y Helvidio Prisco. Finalmente también fue exiliado alrededor del 75, pudiendo volver sólo a la muerte de Vespasiano en el 79. Después de esto, nada se sabe de su vida, salvo que murió antes de 101, cuando Plinio el Joven se refiere a él como si ya no viviera.

## Filosofía
Su filosofía, en la mayoría idéntica a la de su pupilo Epicteto, está marcada por una fuerte tendencia pragmática. Aunque no despreció la lógica y la física, se centró en la ética. Mantuvo que la virtud es el único objetivo real del hombre, siendo esta virtud no teórica, sino práctica, e idéntica a la filosofía, en el verdadero sentido de la palabra. La persona realmente buena es también verdaderamente filosófica.
Es el único autor antiguo del que nos consta la existencia de un pequeño tratado Sobre el ejercicio, aunque habrían existido diversas obras con ese título y temática en la Antigüedad, hoy perdidas. En él, Musonio defiende la necesidad de ejercitarse a quienes comienzan a filosofar, distinguiendo entre ejercicios para el alma (meditar preceptos, encauzar deseos en busca de una «pureza de la intención moral») y otros comunes para alma y cuerpo; con estos últimos se fortalecerían tanto el alma como el cuerpo si, a modo de atletas, «nos acostumbramos al frío, al calor, a la sed, al hambre, a la frugalidad del alimento, a la dureza del lecho, a la abstinencia de las cosas agradables, a soportar las cosas penosas».

Musonio expresó también un punto de vista sobre el papel de la mujer en la filosofía, argumentando que, ya que la capacidad de hombres y mujeres para comprender la virtud es la misma, ambos deberían ser igualmente adiestrados en la filosofía.
El mismo raciocinio -dijo- han recibido de los dioses las mujeres y los hombres, el que utilizamos en las relaciones mutuas y con el que discurrimos sobre cada cosa si es buena o mala y si es hermosa o fea. (...) Siendo así, ¿por qué entonces convendría a los hombres buscar e investigar cómo vivirían mejor, que es en lo que consiste el filosofar, y a las mujeres no? ¿Acaso porque conviene que los hombres sean buenos y las mujeres no?

## Obras
- Disertaciones[13]
- Fragmentos menores